# Bdelyrus gilli
Bdelyrus gilli là một loài bọ cánh cứng trong họ Bọ hung (Scarabaeidae).